# 姚弘謨
姚弘謨（1531年—1589年），字繼文，號禹門，浙江嘉興府秀水縣人，明朝政治人物。

## 生平
嘉靖三十一年（1552年）舉壬子科浙江鄉試第十六名，嘉靖三十二年（1553年），聯捷癸丑科第二甲第五名進士。选庶吉士，丁忧归。三十六年九月起复授编修，以文学触忤当道，贬六安州判官。历升扬州府推官、常州府同知、南京礼部郎中，隆慶三年（1569年）正月升湖广右参议，五年正月升湖广提学副使，万历元年（1573年）九月升迁江西左参政，分守南昌道，十月改南京太常寺少卿，十二月遷南京國子監祭酒，丁忧归。四年十一月起补国子监祭酒，五年十二月升禮部右侍郎。官至吏部左侍郎兼翰林院侍读学士。萬曆八年（1580年）四月初九日以病致仕。萬曆十七年（1589年）二月二十二日卒，年五十九，贈禮部尚書。

## 家族
曾祖姚王，曾任教諭；祖父姚漢，曾任教諭；父姚應科。母丁氏。弟姚弘訓。